# Вызов бесконечности
Вызов бесконечности (англ. Infinity Abyss — Бесконечная пустота), собрание — Thanos: Infinity Abyss (рус. Танос: Бесконечная пустота) это вышедший в 2002-м комикс из шести выпусков, написанный и нарисованный Джимом Старлином и изданный Marvel Comics.

## Содержание
Пять клонов Таноса, скрещенных с другими значительными персонажами вселенной Marvel — Доктором Стрэнджем, Профессором Икс, Железным человеком, Гладиатором и Галактусом, пытаются воплотить нигилистическое желание их оригинала - уничтожить Вселенную. Им противостоят Адам Уорлок, Человек-паук, Доктор Стрэндж и сам Танос.
Позже было издано продолжение  «Marvel Universe: The End» (Вселенная Marvel: Конец).

## Прочее
Этот комикс вышел в России в журнале «Marvel Команда» №25—32 под названием «Вселенский апокалипсис». В 2010 году был переиздан отдельной книгой под названием «Вызов бесконечности».